# Dojeżdżacz (obraz Józefa Chełmońskiego)
Dojeżdżacz (inne tytuły Kozak na koniu, Chłopak wiejski na koniu, Posłaniec) – obraz olejny namalowany przez polskiego malarza Józefa Chełmońskiego w 1907 roku, znajdujący się w zbiorach Muzeum Narodowego w Warszawie.

## Historia
Płótno nabył M. Spokorny z wystawy. Było ono własnością Janiny Spokorny w 1927 roku i Zofii Spokorny w 1933 roku. W 1933 roku kupiła je osoba o inicjałach M.B. z wystawy. Dzieło należało następnie do Edmunda Mętlewicza (miał w swojej kolekcji także akwarelę Dojeżdzacz przed II wojną światową) i później do jego syna Tomasza. Witold Mętlewicz, brat Tomasza należący do tzw. grupy „złotogłowych”, podczas procesu sądowego (sierpień 1973 – grudzień 1976) zeznał, że dzieło odziedziczył po rodzicach. Zarekwirowane obrazy trafiły do muzeum. Witold Mętlewicz został skazany na 15 lat pozbawienia wolności i wyszedł z więzienia w 1997 roku.
Obraz jest własnością Muzeum Narodowego w Warszawie od 1984 roku (nr inw. MP 4866 MNW), od 1977 roku był przechowywany tamże jako depozyt Prokuratury Generalnej.

## Charakterystyka
Obraz został namalowany techniką olejną na płótnie o wymiarach 110,4 na 136,5 cm. Sygnowany w lewym dolnym rogu: JOZEF CHEŁMOŃSKI 1907.
Dojeżdżacz to obraz z późnego okresu twórczości Chełmońskiego, kiedy to artysta powrócił po fazie symbolicznych pejzaży do kompozycji figuralnych, to jest dzieł przedstawiających kilka lub kilkanaście postaci, odpowiednio ustawionych i ukazanych w trakcie wykonywania pewnych czynności. Scena odbywająca się podczas polowania jest bardzo dynamiczna. Koń siwej maści pędzi w lewo przez zrudziałą łąkę, dosiadany przez wiejskiego chłopaka lub Kozaka, popędzającego zwierzę razami trzymanego w prawej dłoni bata. Jeździec jest dojeżdżaczem czyli osobą ścigającą wraz z chartami lub ogarami zwierzynę na polowaniu, jednak zarówno psy gończe jak i zwierzęta łowne nie są na płótnie widoczne.
Po prawej stronie obrazu widać staw, w tle pasmo brązowych zarośli a niebo jest szarawe i gładkie. Brązowo-szara ciepła tonacja płótna wskazuje, że scena odbywa się jesienną porą. Impet, w jakim został pokazany moment zawieszenia konia, nawiązuje do wcześniejszych dzieł Józefa Chełmońskiego, takich jak Targ na konie w Bałcie z 1879 roku także znajdującego się w zbiorach Muzeum Narodowego w Warszawie.